# Salmo

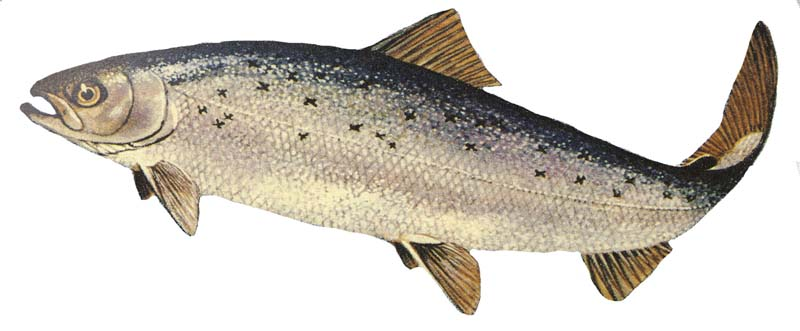
Salmo salar

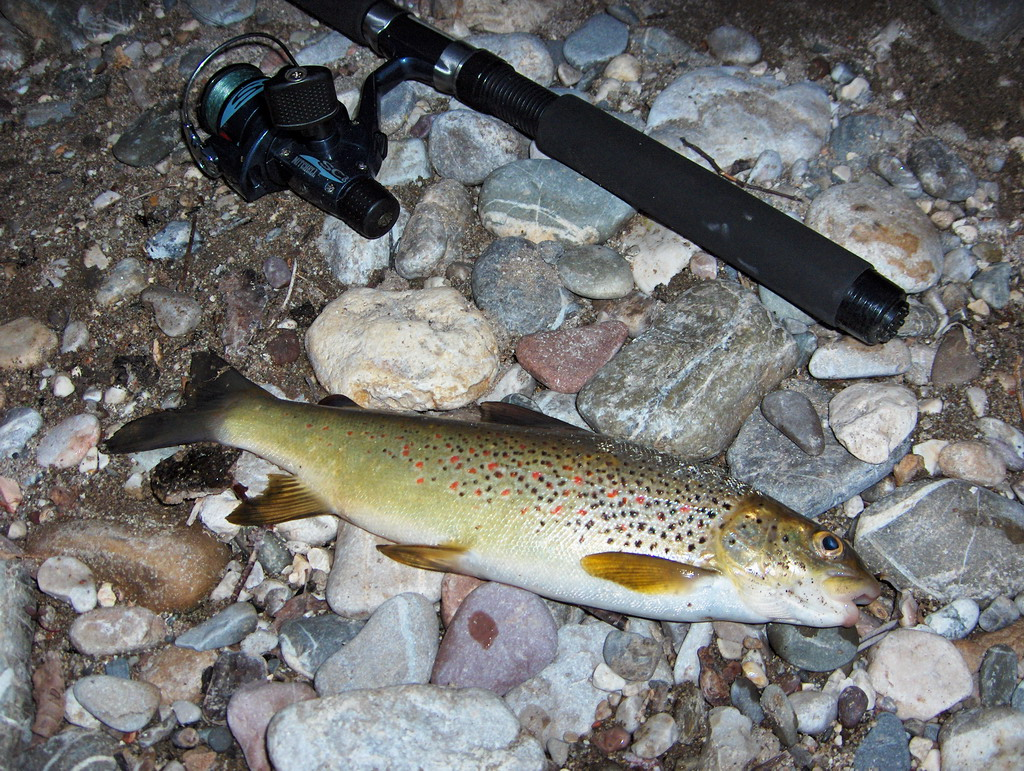
Salmo obtusirostris capturat al riu Neretva (Bòsnia i Hercegovina).

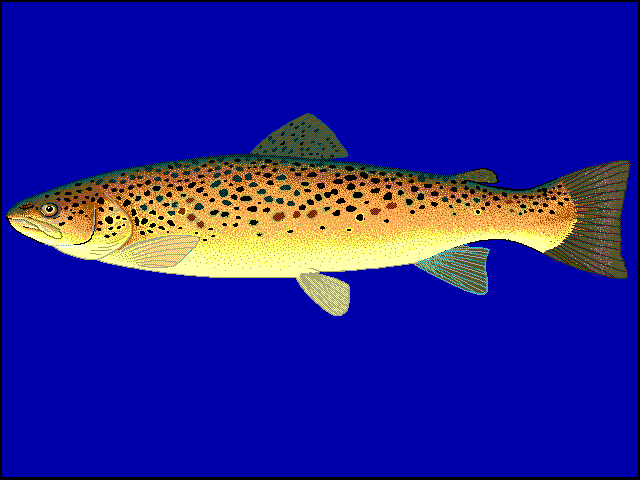
Salmo trutta trutta

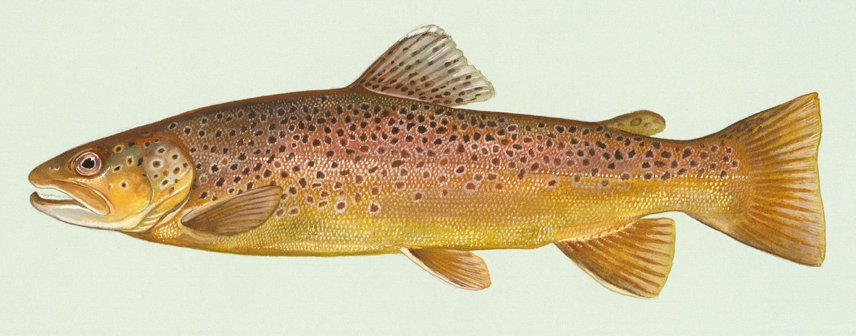
Salmo trutta fario

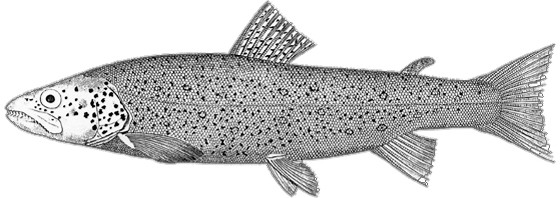
Salmo dentex

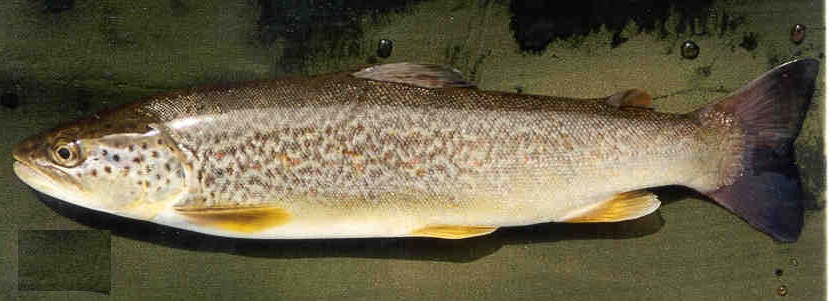
Salmo marmoratus capturat al riu Neretva.

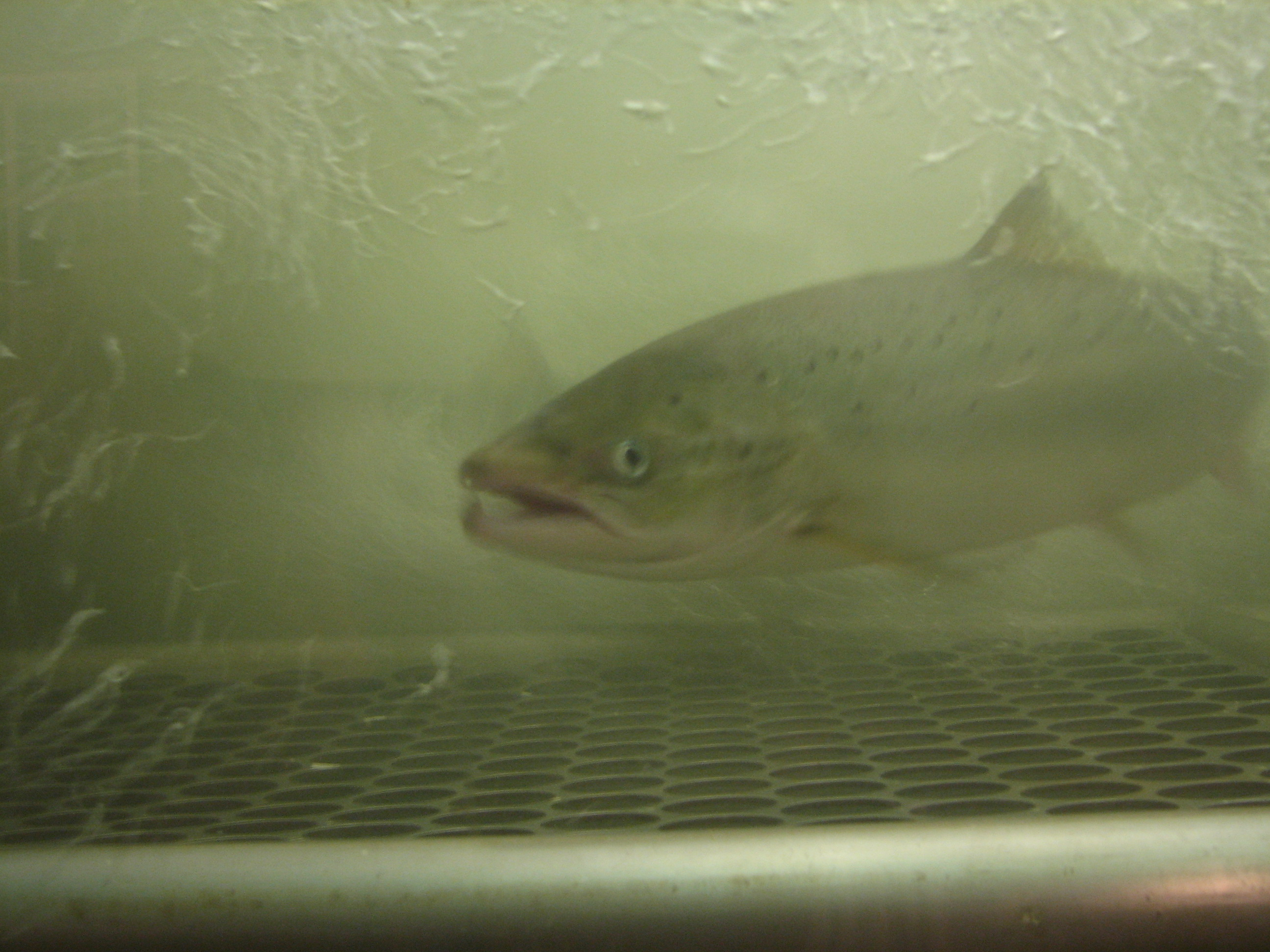
Salmo salar

Salmo és un gènere de peixos actinopterigis de la família dels salmònids i de l'ordre dels salmoniformes.

## Taxonomia
- Salmo akairos (Delling & Doadrio, 2005)[3]
- Salmo aphelios (Kottelat, 1997)[4]
- Salmo balcanicus (Karaman, 1927)[5]
- Salmo carpio (Linnaeus, 1758)[6]
- Salmo cenerinus (Nardo ex Chiereghini, 1847)[7]
- Salmo cettii (Rafinesque, 1810)[8]
- Salmo ciscaucasicus (Dorofeyeva, 1967)[9]
- Salmo dentex (Heckel, 1851)[10]
- Salmo ezenami (Berg, 1948)[11]
- Salmo farioides (Karaman, 1938)[12]
- Salmo ferox (Jardine, 1835)[13]
- Salmo fibreni (Zerunian & Gandolfi, 1989)[14]
- Salmo ischchan (Kessler, 1877)[15]
- Salmo labrax (Pallas, 1814)[16]
- Salmo letnica (Karaman, 1924)[17]
- Salmo lumi (Poljakov, Filipi & Basho, 1958)[18]
- Salmo macedonicus (Karaman, 1924)[17]
- Salmo marmoratus (Cuvier, 1829)[19]
- Salmo montenigrinus (Karaman, 1933)[20]
- Salmo nigripinnis (Günther, 1866)[21]
- Salmo obtusirostris (Heckel, 1851)[10]
- Salmo ohridanus (Steindachner, 1892)[22]
- Salmo pallaryi (Pellegrin, 1924)[23] †
- Salmo pelagonicus (Karaman, 1938)[12]
- Salmo peristericus (Karaman, 1938)[12]
- Salmo platycephalus (Behnke, 1969)[24]
- Salmo rhodanensis (Fowler, 1974)[25]
- Salmo salar (Linnaeus, 1758)[26]
- Salmo schiefermuelleri (Bloch, 1784)[27]
- Salmo stomachicus (Günther, 1866)[21]
- Salmo taleri (Karaman, 1933)[28]
- Salmo trutta (Linnaeus, 1758)[26]
- Salmo visovacensis (Taler, 1950)[29]
- Salmo zrmanjaensis (Karaman, 1938)[12][30][31][32][33][34][35][36]